# 圣坎迪多
圣坎迪多（義大利語：San Candido），是意大利博尔扎诺-上阿迪杰自治省的一个市镇。总面积80平方公里，人口3198人，人口密度40.0人/平方公里（2009年）。ISTAT代码为021077。

## 友好城市
- 德国弗赖辛 1969年